# Michel Tubiana
Pour les articles homonymes, voir Tubiana.
 (février 2021).
Michel Tubiana, né le 24 novembre 1952 à Alger et mort le 2 octobre 2021 à Neuilly-sur-Seine, est un avocat français. Il a présidé la Ligue des droits de l'homme de 2000 à 2005.

## Biographie

### Famille, jeunesse et formation
Michel Tubiana est issu d'une famille juive installée en Algérie antérieurement à la colonisation française.
Il a dix ans en 1962 lorsque sa famille doit quitter l’Algérie nouvellement indépendante. Ils s’installent à Toulouse puis à Paris. Son père est juge auprès du tribunal de commerce, tandis que sa mère élève ses trois fils.
En 1967, lycéen, il milite à la JCR (Jeunesse communiste révolutionnaire) qu'il quittera rapidement juste après les évènements de mai 1968.
En 1972, étudiant en droit, il entre en Franc-maçonnerie, à la Fédération du Droit Humain puis au Grand Orient de France, dans la loge Salvador-Allende créée après l’assassinat de ce dernier lors du coup d’état militaire du 11 septembre 1973.

### Carrière
En 1974, il devient avocat et adhère aussitôt au Syndicats des avocats de France et au Mouvement d'action judiciaire où il rencontre Jean-Jacques de Félice, alors vice-président de la Ligue des droits de l'Homme qui le présente à Henri Noguères qui préside alors l'association et souhaite la rajeunir. Il deviendra avec son complice Bertrand Main un des "bébés Noguères". Dès 1984, il devient secrétaire général de l'association.
Bien qu'il soit avocat d'affaires, les combats pour les droits de l'Homme seront désormais présents jusqu'à la fin de sa vie de sa vie.
Il défendra Klaus Croissant, l’avocat de la bande à Baader, puis toujours sous la houlette de Jean-Jacques de Félice, il découvre la cause des kanaks qui ne le quittera plus. Il a été l'une des personnalités qui a accompagné le processus ayant amené l'ETA à renoncer officiellement à la lutte armée en 2011 et la remise aux autorités françaises en 2017 de ses stocks d'armes.
En 1998, avec Francis Jacob et Bertrand Favreau, il représente la Ligue des droits de l'Homme au procès de Maurice Papon, secrétaire général de la préfecture de Gironde sous l'Occupation, condamné en 1998 à 10 ans de réclusion pour complicité de crimes contre l'Humanité. Au cours du procès, il a également rappelé que Maurice Papon avait aussi été préfet de police en 1956 à Constantine et en 1961 à Paris.
Le 12 juin 2000, Michel Tubiana succède à Henri Leclerc à la présidence de la Ligue des droits de l'homme (LDH). Il le demeure jusqu'en juin 2005, fin de son mandat. Il est immédiatement nommé président d'honneur de l'association où il continuera a exercé toute son influence jusqu'à sa mort.
Sous son impulsion, la LDH participe à des collectifs, quand elle ne les suscite pas, par exemple avec les mouvements de chômeurs, de mal logés ou de sans papiers, avec les organisations d'aide aux malades du SIDA ou les antimondialisation. Il l'a également engagée via la FIDH dont il sera vice président au sein du Forum social de Porto Allegre tant il est persuadé qu'il n'est plus possible de défendre les droits de l'Homme uniquement au niveau national.

### Prises de position
Michel Tubiana a toujours défendu l'universalité et l'indivisibilité des droits de l'Homme.
La laïcité et la lutte contre toutes les formes de racismes et toutes les formes de discrimination feront partie de ces combats permanents.
Il dira ainsi: "La violation des droits de chacun m'est insupportable, en ceci qu'elle implique un profond mépris de l'autre [...] J'ai toujours eu conscience que ma liberté, sous tous ses aspects, dépend de celle des autres et que si je ne m'en préoccupe pas, c'est ma propre liberté qui, un jour, sera menacée;"
Il sera également particulièrement sensible aux mesures d'exception, à la multiplication des états d'urgence et à l'accumulation de lois sécuritaires qu'il  considérait comme une dérive dangereuse et sans retour. En novembre 2005, il dénonce celui mis en place sous l'impulsion de Nicolas Sarkozy dans une tribune publié dans le Monde où il affirme notamment : "C'est une véritable campagne pour le respect, pour l'égalité et pour les droits civiques qu'il faut aujourd'hui engager afin que les actes des gouvernants cessent de contredire la devise de la République."
Michel Tubiana s'est opposé, au nom de la LDH, à l'extradition de Cesare Battisti, puis à celle de Marina Petrella.

### Mort
Le 2 octobre 2021, la Ligue des droits de l'Homme (LDH) annonce son décès.